# LHS 1140 b
O LHS 1140 b é considerado um exoplaneta rochoso, com núcleo composto de ferro, que orbita, a uma distância relativamente pequena, a estrela anã vermelha de tipo espectral M LHS 1140 na constelação de Cetus.
Esta estrela anã emite um baixo brilho e, segundo Nicola Astudillo-Defru, do Observatório de Genebra, na Suíça, gira mais lentamente e também emite menos radiação de alta energia do que estrelas semelhantes. Sua órbita é quase circular, com um raio de 0,09 UA (unidade astronômica), e um período orbital de 25 dias[1 - bbc]. Além disso, cientistas desconfiam que o planeta tenha possuído um oceano de magma no passado e a lava fervente tenha alimentado a atmosfera com vapor depois que a estrela passou a emitir brilho constante. Estas condições assegurariam a existência de água no planeta.

## Características
Devido à perspectiva em que se encontra, o planeta recém-descoberto possibilita o perfeito estudo da sua atmosfera durante a transição da Terra. Segundo os astrônomos, ele provavelmente retém boa parte de sua atmosfera, fato interessante para futuras pesquisas.
Descoberto durante o projeto MEarth,  cujos membros são, entre outros, o Observatório de Genebra, na Suíça e o Observatório de La Silla, no Chile, o LHS 1140 b teve suas velocidades radiais medidas pelo High Accuracy Radial Velocity Planet Searcher (HARPS). O planeta está situado a 39 anos-luz de distância da Terra, por tanto próximo ao nosso sistema solar. Sua massa é cerca de 6,6 vezes a da Terra, o diâmetro é aproximadamente 1,4 vezes maior e a densidade, 2,3 vezes a do nosso planeta. Por isso o LHS 1140 b tem sido chamado pelos cientistas de “Superterra”.
Estudiosos esperam conseguir pesquisar com telescópios de última geração, tais como o James WebbSpace Telescope e o Extremely Large Telescope do ESO, duas nuvens gasosas semelhantes à Terra durante a transição e, assim, obter pistas sobre a composição química do solo do planeta. A presença de certas moléculas, tal como o oxigênio, poderiam sugerir o desenvolvimento de processos biológicos na superfície do LHS 1140 b. Porém sua rotação, fato importante para que se consiga estudar estes processos biológicos, ainda não pode ser medida. Acredita-se que somente daqui 5 bilhões de anos, o planeta alcance sua rotação adequada ou permaneça em uma órbita fixa como é o caso do planeta Mercúrio e da Lua.